# Launchy
Launchy est un lanceur d'application open source, pour Linux, macOS et Windows.
Il permet de lancer des programmes en utilisant un raccourci-clavier (Alt-Espace par défaut) puis en tapant les premières lettres du programme en question. Cela permet un accès plus rapide sans avoir à passer par les menus du système d'exploitation.
Launchy est capable de répertorier les raccourcis situés dans le menu démarrer de Windows,  mais il sait aussi répertorier des fichiers, des dossiers ou les favoris des navigateurs web.
Il dispose également d'un système de plugins qui permettent d'ajouter de nouvelles fonctions, comme la recherche directe sur le web, l'accès au panneau de configuration ou une calculatrice simple.

## Logiciels similaires
- GNOME Do (Linux)
- Katapult (Linux)
- Keypirinha[1] (Windows)
- Quicksilver (Mac)